# Beaulieu (Nièvre)
Beaulieu és un municipi francès, situat a la regió de Borgonya - Franc Comtat, al departament del Nièvre.
L'1 de gener 2016, adquireix l'estatut de Municipi nou després de la seva fusió amb els seus veïns Dompierre-sur-Héry i Michaugues en el si del municipi nou de Beaulieu (Nièvre).

## Geografia
Beaulieu té molt poc bosc respecte als altres municipis del cantó. A la meitat del segle xix, el prefecte Marlière en un quadre recapitulatiu de l'estat dels boscos al cantó de Brinon indica que la superfície total dels boscos és de 9,60 ha, íntegrament de propietaris privats.
La vinya representava una part important de l'activitat dels habitants abans de la crisi de la fil·loxera. El serral plantat de vinyes que produïa un vi blanc era de qualitat mediocre segons Delamarre i bona segons Marlière.